# Râul Nadăș, Saciova
Râul Nadăș este un curs de apă, afluent al râului Saciova. 